# Felip Ara i Gràcia
Felip Ara i Gràcia (El Prat de Llobregat, 22 de novembre de 1921 - Alcoi, 16 de març de 1993) fou un futbolista català de la dècada de 1940.

## Trajectòria
Es formà al CD Prat i a l'UE Prat, club on es proclamà campió de Catalunya amateur el 1939. Aquest èxit feu que l'Espanyol es fixés en ell i en el seu company Jaume Arasa. Fou l'extrem dret de l'Espanyol d'inicis de la dècada de 1940. Formà part de l'equip que guanyà la segona Copa d'Espanya del club l'any 1940, així com el Campionat de Catalunya del mateix any. Jugà al club entre 1939 i 1943. El 1943 fou fitxat pel CE Sabadell on jugà tres temporades més, la tercera cedit al Lleida Balompié. També jugà al Reial Múrcia, CE Alcoià, Reial Valladolid i Cartagena FC. Fou internacional el 1944 amb la selecció catalana de futbol.